# 이레너 더 콕
이레너 마르흐레타 마리아 더 콕(네덜란드어: Irene Margreta Maria de Kok, 1963년 8월 29일~)은 네덜란드의 전직 유도 선수이다. 1992년 하계 올림픽 여자 하프헤비급에서 동메달을 획득했으며 세계 선수권 대회에서 2회 우승했다.